# یاسوهیرو هیراوکا
یاسوهیرو هیراوکا (انگلیسی: Yasuhiro Hiraoka؛ زادهٔ ۲۳ مهٔ ۱۹۸۶) بازیکن فوتبال اهل ژاپن است.
از باشگاه‌هایی که در آن بازی کرده‌است می‌توان به باشگاه فوتبال کونسادول ساپورو و باشگاه فوتبال شیمیزو اس-پالس اشاره کرد.